# Dekanija Vrhnika
Dekanija Vrhnika je rimskokatoliška dekanija, ki spada pod okrilje škofije Ljubljana.

## Župnije
- Župnija Bevke
- Župnija Borovnica
- Župnija Dolnji Logatec
- Župnija Gornji Logatec
- Župnija Horjul
- Župnija Hotedršica
- Župnija Podlipa
- Župnija Preserje
- Župnija Rakitna
- Župnija Rovte
- Župnija Šentjošt nad Horjulom
- Župnija Vrh - Sv. Trije Kralji
- Župnija Vrhnika
- Župnija Zaplana